# Cục Quản lý tài nguyên nước (Việt Nam)
Cục Quản lý tài nguyên nước (tiếng Anh: Department of Water Resources Management, viết tắt là DWRM) là cơ quan trực thuộc Bộ Tài nguyên và Môi trường, có chức năng tham mưu giúp Bộ trưởng thực hiện quản lý nhà nước về tài nguyên nước, lưu vực sông trên phạm vi cả nước; tổ chức thực hiện các dịch vụ công về tài nguyên nước theo quy định của pháp luật.
Cục Quản lý tài nguyên nước thành lập ngày 11 tháng 11 năm 2002, theo Nghị định số 91/2002/NĐ-CP ngày 11 tháng 11 năm 2002 của Chính phủ.
Chức năng, nhiệm vụ, quyền hạn và cơ cấu tổ chức của Cục Quản lý tài nguyên nước được quy định tại Quyết định số 2866/QĐ-BTNMT ngày 27 tháng 10 năm 2022 của Bộ trưởng Bộ Tài nguyên và Môi trường.

## Lãnh đạo Cục[3]
- Cục trưởng: Châu Trần Vĩnh
- Phó Cục trưởng:

1. Nguyễn Minh Khuyến
2. Ngô Mạnh Hà
3. Nguyễn Hồng Hiếu

## Cơ cấu tổ chức
(Theo Điều 4, Quyết định số 2866/QĐ-BTNMT ngày 27 tháng 10 năm 2022 của Bộ trưởng Bộ Tài nguyên và Môi trường)

### Các đơn vị thực hiện chức năng quản lý nhà nước
- Văn phòng Cục
- Phòng Kế hoạch - Tài chính
- Phòng Lưu vực sông Hồng - Thái Bình
- Phòng Lưu vực sông Bắc Trung Bộ
- Phòng Lưu vực sông Nam Trung Bộ
- Phòng Lưu vực sông Đông Nam Bộ
- Phòng Lưu vực sông Mê Công

### Các đơn vị sự nghiệp
- Trung tâm Giám sát tài nguyên nước và Hỗ trợ phát triển lưu vực sông
- Trung tâm Thẩm định và Kiểm định tài nguyên nước
- Trung tâm Thông tin - Kinh tế tài nguyên nước